# De l'Office au Box-Office
Pour plus de détails, voir Fiche technique et Distribution.
De l'Office au Box-Office est un  film documentaire québécois en couleur réalisé par Denys Desjardins, sorti en 2009.

## Synopsis
Partant de la fondation de l’Office national du film du Canada en 1939, ce film met en valeur le travail des artisans du cinéma qui cherchent à réaliser des longs métrages de fiction à l’intérieur de cette institution
gouvernementale dont le mandat est de produire des courts métrages documentaires. Envers et contre la volonté de l’État, certains créateurs parviendront à détourner ce mandat alors que d’autres seront contraints de quitter l’institution pour produire des films commerciaux sans l’aide de l’État.
Par l’entremise des témoignages des artisans, ce documentaire montre la naissance de l’industrie du cinéma au Québec à la lumière des artisans qui, entre les années 1940 et 1970, ont fondé des compagnies de production dans l’espoir de conquérir le box-office, et montre comment le gouvernement canadien a finalement accepté de financer le secteur privé avec la création de la Société de développement de l’industrie cinématographique canadienne (SDICC) en 1968.

## Fiche technique
- Réalisation : Denys Desjardins
- Production : Denys Desjardins / Les Films du Centaure
- Scénario : Denys Desjardins
- Photographie : Jean-Pierre Saint-Louis / Alex Margineanu
- Son : Stépahne Barsalou / Marie-France Delagrave
- Montage : Denys Desjardins / Vincent Guignard
- Langue : français

## Distribution
- Denys Arcand
- Paule Baillargeon
- Roger Blais
- Michel Brault
- Marcel Carrière
- Fernand Dansereau
- André Forcier
- Claude Fournier
- Jacques Godbout
- Guy Godin
- Denis Héroux
- Pierre Juneau
- Jean Pierre Lefebvre
- André Lamy (en)
- André Link
- Jean-Claude Labrecque
- Jean-Claude Lord
- Pierre Patry
- Anne Claire Poirier
- Roger Racine
- Jean Roy
- Stéphane Venne
- René Verzier